# Козельск (станция)
Козе́льск — железнодорожная станция в Козельске Калужской области. Неэлектрифицированные однопутные линии на Сухиничи, Горбачёво, Плеханово (Тулу). К востоку от станции проходит граница Брянского и Тульского регионов МЖД.

## История
В декабре 1941 года здесь шли тяжёлые бои. 28 декабря 1941 года кавалеристы оперативной группы генерала П. А. Белова в ходе проведения Белёвско-Козельской наступательной операции освободили город и станцию. Здание вокзала было частично разрушено, затем восстановлено в 1943—1944 годах.

## Движение
От станции ежедневно ходят 2 пары пригородные поездов Центральной пригородной пассажирской компании до станции Сухиничи. В сторону Тулы и Белёва пригородное сообщение отсутствует. До 1 января 2016 года было движение пригородных поездов на участке Козельск — Белёв. По станции имеется умеренное грузовое движение, формируются грузовые составы на Сухиничи-Главные, Плеханово и Белёв.